# Kuźnica (Masyw Śnieżnika)
Kuźnica (578 m n.p.m.) – wzniesienie w południowo-zachodniej Polsce w Sudetach Wschodnich, w Masywie Śnieżnika – Krowiarkach.

## Położenie
Wzniesienie, położone w Sudetach Wschodnich, w północno-wschodniej części Masywu Śnieżnika, w grzbiecie Krowiarek odchodzącym ku północnemu wschodowi od Przełęczy Puchaczówka. Leży w grzbiecie Krowiarek ciągnącym się od Chłopka ku północnemu wschodowi, poprzez Kuźnicze Góry po Siedlicę i Dzielec. Jest pierwszym, od południowego zachodu, wzniesieniem Kuźniczych Gór.

## Budowa geologiczna
Wzniesienie zbudowane ze skał metamorficznych należących do metamorfiku Lądka i Śnieżnika, w rejonie szczytu i na południe od niego z gnejsów, a na północnym zboczu częściowo z łupków łyszczykowych serii strońskiej.

## Roślinność
Wzniesienie porasta las mieszany regla dolnego z łąkami i polami uprawnymi poniżej.